# 1370年
| 千纪： | 2千纪 |
| 世纪： | 13世纪 \| 14世纪 \| 15世纪                                                                                           |
| 年代： | 1340年代 \| 1350年代 \| 1360年代 \| 1370年代 \| 1380年代 \| 1390年代 \| 1400年代                                     |
| 年份： | 1365年 \| 1366年 \| 1367年 \| 1368年 \| 1369年 \| 1370年 \| 1371年 \| 1372年 \| 1373年 \| 1374年 \| 1375年           |
| 纪年： | 庚戌年（狗年）；明洪武三年；明升開熙四年；北元至正三十年；越南紹慶元年；日本南朝正平二十五年，建德元年，北朝應安三年 |

## 大事记
- 5月24日——漢薩同盟戰勝丹麥，訂立《施特拉爾松德條約》，壟斷波羅的海地區貿易。
- 5月27日——元順帝與奇皇后子愛猷識理達臘在應昌即位北元皇帝，是為元昭宗。
- 6月10日——明军将领李文忠攻克应昌，元昭宗逃往和林，眾多妃子以及兒子買的裡八剌被明軍俘虜。
- 12月4日——法蘭西王國在彭瓦揚戰役擊潰英格蘭王國，接著收復普瓦圖和聖東日(Saintonge)，迫使黑太子愛德華撤離法蘭西本土。
- 權皇后被立為皇后。
- 明朝開始實施海禁令，禁止華人出海與移民。
- 明太祖封阿答阿者为占城国王。
- 明太祖第一次北征，命右丞相徐達為征虜大將軍，浙江行省平章李文忠為左副將軍，都督馮勝為右副將軍，御史大夫鄧愈為李文忠副將，中山侯湯和為馮勝副將，出兵進攻北元。徐達在沈兒峪（在定西北）大敗王保保所部；鄧愈率大軍從臨洮進攻河州，河州以西的朵甘、烏斯藏等諸部歸附明朝；李文忠大敗應昌府的北元守軍，元昭宗愛猷識理達臘與數十騎遁去。
- 明朝撤销黄渡市舶司。
- 中書左丞楊憲被李善長彈劾「排陷大臣」、「放肆為奸」等事，因而被殺，李善長與胡惟庸的淮西集團正式掌握朝政。
- 高麗攻打北元遼陽行省，爆發也頓村之戰。
- 帖木兒處死西察合台汗國可汗合不勒沙，建立帖木兒帝國，定都撒馬爾罕，西察合台汗國名義上持續存在直到1402年。
- 9月，百年战争中，英占区的法国城市利摩日（Limoges）暴动，时患绝症的黑太子爱德华（1330年－1376年）与其弟，冈特的约翰（1340年－1399年），率英军破城，残杀居民3000余人，史称利摩日大屠杀（Massacre at Limoges）。暴行引发更多的法国城市暴动，英军陷入被动。
- 波蘭皮雅斯特王朝絕嗣，立陶宛大公國再次入侵加里西亞與波蘭王國，匈牙利洛約什一世作為卡齊米日三世的外甥，經王朝貴族協議（其父卡洛伊一世與波蘭國王卡齊米日三世的條約）入主波蘭。
- 素可泰王國（今泰國）自高棉帝國獨立，蘭甘亨大帝稱帝。

## 出生
- 朱檀，明朝鲁荒王，明太祖朱元璋第十子。

## 逝世
- 5月23日——元惠宗妥懽贴睦尔（1320年出生，50岁）
- 朱升（1299年出生，71岁）
- 楊憲，明朝官吏。屬劉基浙東集團一員。
- 卡齊米日三世，波蘭國王（1333年~1370年在位），皮雅斯特王朝的最後男性成員。